# Gerald Vanenburg
Gerald Vanenburg (sinh ngày 5 tháng 3 năm 1964) là một cầu thủ bóng đá người Hà Lan. Ông ra sân tổng cộng 372 trận đấu và ghi được 112 bàn thắng tại Eredivisie cho Ajax và PSV. Sau đó, ông chuyển sang thi đấu ở Nhật Bản, Pháp và Đức trong sự nghiệp chuyên nghiệp kéo dài 20 năm.

## Đội tuyển bóng đá quốc gia
Gerald Vanenburg thi đấu cho đội tuyển bóng đá quốc gia Hà Lan từ năm 1982 đến 1992.

## Thống kê sự nghiệp
| Đội tuyển bóng đá Hà Lan | Đội tuyển bóng đá Hà Lan | Đội tuyển bóng đá Hà Lan |
| Năm                      | Trận                     | Bàn                      |
| ------------------------ | ------------------------ | ------------------------ |
| 1982                     | 4                        | 0                        |
| 1983                     | 5                        | 1                        |
| 1984                     | 0                        | 0                        |
| 1985                     | 0                        | 0                        |
| 1986                     | 4                        | 0                        |
| 1987                     | 7                        | 0                        |
| 1988                     | 10                       | 0                        |
| 1989                     | 4                        | 0                        |
| 1990                     | 6                        | 0                        |
| 1991                     | 1                        | 0                        |
| 1992                     | 1                        | 0                        |
| Tổng cộng                | 42                       | 1                        |